# Андріанково (Клинський район)
Село Андріанково — село у складі міського поселення Клин Клинського району Московської області Російської Федерації

## Розташування
Село Андріанково входить до складу міського округу Клин. Найближчий населений пункт Селинське. Найближча залізнична станція Клин.

## Населення
Станом на 2010 рік у селі проживало 4 людини